# Oslói Egyetem
Az Oslói Egyetem (norvégul: Universitetet i Oslo, latinul: Universitas Osloensis) norvég felsőfokú oktatási intézmény, 1946-ig az egyetlen egyetem Norvégiában.

## Története
Az egyetemet 1811-ben alapították és VI. Frigyes dán-norvég királyról nevezték el. Fontos példakép volt a berlini Friedrich-Wilhelms-Universität.
1882-ben Cecilie Thoresen mint első nő kezdett tanulni az egyetemen. Az első női professzor Kristine Bonnevie volt 1912 és 1937 között.
A nevet 1939-ben Oslói Egyetemre változtatták.

## Fakultások
- Teológiai Kar (TF)
- Állam- és Jogtudományi Kar (JF)
- Orvostudományi Kar (MED)
- Bölcsészettudományi Kar (2005-ig: Történelem-Filozófia Kar) (HF)
- Matematika-Természettudományi Kar (Matnat)
- Fogorvostudományi Kar
- Társadalomtudományi Kar (SV )
- Pedagógiai Kar (UV)

## Nobel-díjasok
- Fridtjof Nansen (1861–1930), Békedíj (1922)
- Ragnar Frisch (1895–1973), közgazdasági Nobel-emlékdíj (1969)
- Odd Hassel (1897–1981), kémiai Nobel-díj (1969)
- Willy Brandt (1913–1992), Békedíj  (1971)
- Ivar Giaever (* 1929), fizikai Nobel-díj (1973)
- Trygve Haavelmo (1911–1999), közgazdasági Nobel-emlékdíj (1989)

## Fordítás
- Ez a szócikk részben vagy egészben  az   Universitetet i Oslo című norvég (Nynorsk) Wikipédia-szócikk fordításán alapul.  Az eredeti cikk szerkesztőit annak laptörténete sorolja fel. Ez a jelzés csupán a megfogalmazás eredetét és a szerzői jogokat jelzi, nem szolgál a cikkben szereplő információk forrásmegjelöléseként.
- Ez a szócikk részben vagy egészben  az   Universitetet i Oslo című norvég Wikipédia-szócikk fordításán alapul.  Az eredeti cikk szerkesztőit annak laptörténete sorolja fel. Ez a jelzés csupán a megfogalmazás eredetét és a szerzői jogokat jelzi, nem szolgál a cikkben szereplő információk forrásmegjelöléseként.